# Josep Pey

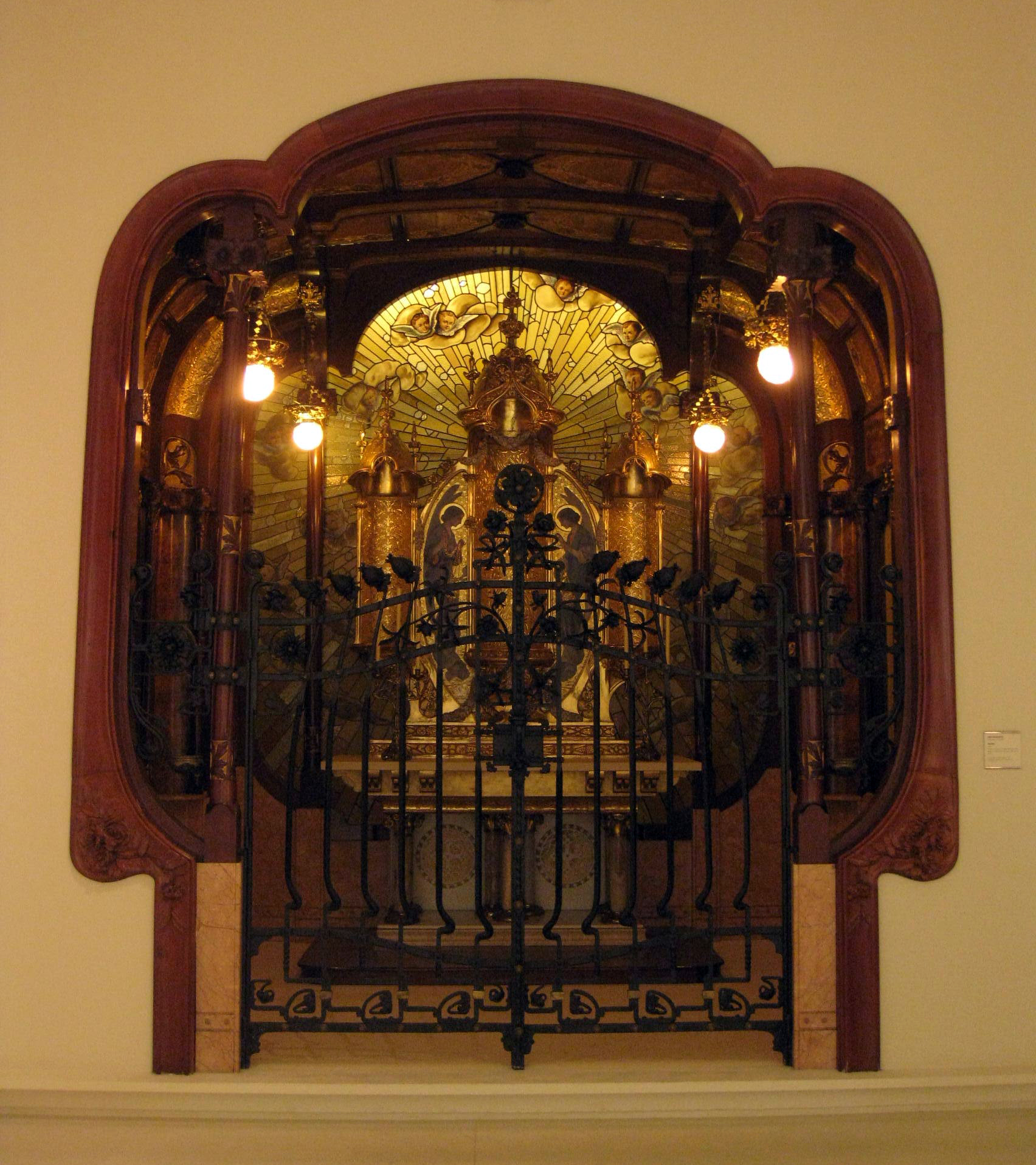
Oratorio de la casa Cendoya (Barcelona, Paseo de Gracia, 53) obra de Joan Busquets i Jané y Josep Pey, a quien corresponden los dibujos de los ángeles y la pintura de las sargas.

Josep Pey i Farriol (Barcelona, 1875-ibidem, 1956) fue un pintor, ilustrador ceramista y dibujante español.
Realizó estudios en la escuela Llotja de Barcelona y con el pintor Sebastià Junyent, se presentó en 1896 a la Exposición de Bellas Artes donde obtuvo el premio extraordinario de la Academia Provincial de Bellas Artes.
Trabajó en los talleres de cerámica de Antoni Serra i Fiter diseñándole dibujos para cerámica modernista. Colaboró con grandes mueblistas y decoradores como Jaume Busquets y sobre todo con Gaspar Homar para quien diseñaba las marqueterías para sus muebles.
Realizó para la iglesia construida en 1927, de Can Macià de la población de Òdena, unas pinturas murales sobre la aparición de la Virgen de la Merced a san Pedro Nolasco. 
Para el Parlamento de Cataluña se le encargaron en 1932 unos murales decorativos y para la Casa de la Ciudad decoró en 1929 la sala de Carlos III.
Participó como ilustrador en diversas revistas barcelonesas como la Rondalla del Dijous, D'Ací i d'Allà y Hojas Selectas.
En el Museo Nacional de Arte de Cataluña se encuentra su obra Berenar en el camp (Merienda en el campo).
Su fondo documental se conserva en el Centro de Documentación del Museo del Diseño de Barcelona.